# 벤텐지마역
벤텐지마역(일본어: 弁天島駅 벤텐지마에키[*])은 일본 시즈오카현 하마마쓰시 주오구에 있는 도카이 여객철도의 철도역이다.

## 역 구조
섬식 1면 2선 구조의 고가역이다. 와시즈역이 관리하는 업무 위탁역으로, 영업은 도카이 교통 사업이 대신 하고 있다.

### 승강장
| 1 | ■ 도카이도 본선 | 하마마쓰 · 시즈오카 방면 |
| 2 | ■ 도카이도 본선 | 도요하시 · 나고야 방면   |

## 역세권 정보
- 하마나호
- 벤텐지마 온천
- 국도 제1호선

## 역사
- 1906년 7월 11일 ~ 9월 11일 - 일본국유철도 도카이도 본선 마이사카 역 ~ 와시즈 역 사이에 임시역으로 개업.
- 1907년 6월 15일 - 벤텐지마 임시 정차장 개업.
- 1916년 9월 1일 - 정식 역이 되었다.
- 1987년 4월 1일 - 민영화에 따라 도카이 여객철도의 소속이 되었다.
- 2008년 3월 1일 - TOICA의 사용이 개시되었다.

## 인접역
| 도카이 여객철도 도카이도 본선   | 도카이 여객철도 도카이도 본선 | 도카이 여객철도 도카이도 본선   |
| ------------------------------- | ----------------------------- | ------------------------------- |
| 마이사카 하마마쓰·시즈오카 방면 | ■ 도카이도 본선               | 아라이마치 도요하시·나고야 방면 |